# Селмонт-Вест Селмонт (Алабама)
Селмонт-Вест Селмонт (енгл. Selmont-West Selmont) насељено је место без административног статуса у америчкој савезној држави Алабама.

## Демографија
По попису из 2010. године број становника је 2.671, што је 831 (-23,7%) становника мање него 2000. године.
| Група             | 2000.         | 2010.         |
| Белци             | 272 (7,8%)    | 110 (4,1%)    |
| Афроамериканци    | 3.199 (91,3%) | 2.509 (93,9%) |
| Азијати           | 3 (0,1%)      | 0 (0,0%)      |
| Хиспаноамериканци | 30 (0,9%)     | 41 (1,5%)     |
| Укупно            | 3.502         | 2.671         |